# 咪唑并［4,5-f］［1,10］菲啰啉
咪唑并[4,5-f][1,10]菲啰啉是一种有机化合物，化学式为C13H8N4。它可由1,10-菲啰啉-5,6-二酮、甲醛、乙酸铵和冰乙酸在惰性气氛中回流反应得到，它经水稀释后，用氨水调节pH至中性后析出。它和2-碘丙烷在碳酸铯存在下于乙腈中反应，可以得到1-异丙基咪唑并[4,5-f][1,10]菲啰啉。很多金属可以和其菲啰啉氮配位，形成配位化合物。